# Classroom of the Elite
Classroom of the Elite (ようこそ実力至上主義の教室へ?, Yōkoso jitsuryoku shijō shugi no kyōshitsu e, lett. "Benvenuti alla classe della dottrina di supreme abilità") è una serie di light novel scritta da Shōgo Kinugasa e illustrata da Shunsaku Tomose, edita da Media Factory, sotto l'etichetta MF Bunko J, da maggio 2015. Un adattamento manga ha iniziato la serializzazione su Monthly Comic Alive il 27 gennaio 2016, mentre un adattamento anime, prodotto da Lerche, è stato trasmesso in Giappone tra il 12 luglio e il 27 settembre 2017. Una seconda stagione è stata trasmessa dal 4 luglio al 26 settembre 2022. Una terza stagione è andata in onda dal 3 gennaio al 27 marzo 2024. Una quarta stagione è stata annunciata.
La storia è ambientata in un liceo per la formazione di alto livello a Tokyo, dove gli studenti cercano di entrare nella classe A, i cui membri sono destinati a raggiungere qualsiasi successo desiderato dopo la laurea.

## Trama

Kiyotaka Ayanokoji nell'anime

Il governo giapponese ha istituito un liceo per la formazione di alto livello a Tokyo, il quale è dedicato a istruire e promuovere la generazione di persone che sosterranno il Paese in futuro. Agli studenti viene concesso un alto grado di libertà per imitare il più possibile la vita di tutti i giorni.
La storia segue il punto di vista di Kiyotaka Ayanokoji, un ragazzo tranquillo e senza pretese, che non è portato a stringere amicizia con il prossimo e preferirebbe mantenere le distanze, ma in compenso è dotato di un'intelligenza senza eguali. È uno studente della classe D, sezione dove la scuola inserisce gli studenti che giudica come inferiori. Dopo aver fatto la conoscenza di Suzune Horikita e Kikyo Kushida, altre due studentesse della sua classe, la situazione inizia a cambiare e il ragazzo inizia a farsi coinvolgere in molte situazioni diverse, che lo porteranno presto ad abbandonare l'idea di trascorrere una normale vita da liceo.

## Media

### Light novel
La serie di light novel è stata scritta da Shōgo Kinugasa con le illustrazioni di Shunsaku Tomose. Il primo volume è stato pubblicato da Media Factory, sotto l'etichetta MF Bunko J, il 25 maggio 2015 e al 25 maggio 2019 ne sono stati messi in vendita in tutto undici, a cui si aggiungono tre raccolte di storie secondarie pubblicate dal 23 settembre 2016 al 25 settembre 2019. Negli Stati Uniti i diritti di distribuzione in lingua inglese sono stati acquistati da Seven Seas Entertainment, mentre i diritti di distribuzione in lingua italiana sono stati acquisiti da Dokusho Edizioni, che la pubblica a partire dal 14 dicembre 2022. La traduzione dei testi è curata da Michele Zubani (volume 1), Chiara Annibaldis (volume 2) e Claudia Semeraro (dal volume 3).
Una seconda serie dal titolo Yōkoso jitsuryoku shijō shugi no kyōshitsu e ninensei-hen (ようこそ実力至上主義の教室へ 2年生編? lett. "Benvenuti alla classe della dottrina di supreme abilità 2º anno") ad opera degli stessi autori, è stata pubblicata sempre da Media Factory, sotto l'etichetta MF Bunko J, dal 24 gennaio 2020 e al 25 luglio 2024 sono stati messi in vendita in tutto dodici volumi. Tre raccolte di storie secondarie sono state pubblicate tra il 25 giugno 2021 e il 25 novembre 2024. Negli Stati Uniti i diritti di distribuzione in lingua inglese sono stati acquistati da Seven Seas Entertainment.
Una terza serie dal titolo Yōkoso jitsuryoku shijō shugi no kyōshitsu e sannensei-hen (ようこそ実力至上主義の教室へ 3年生編? lett. "Benvenuti alla classe della dottrina di supreme abilità 3º anno") ad opera degli stessi autori, viene pubblicata da Media Factory, sotto l'etichetta MF Bunko J, dal 24 marzo 2025 e al 25 luglio 2025 sono stati messi in vendita in tutto due volumi.
| Primo anno (11 volumi)   | |                        |                  |                                                                             |
| 1                        | 25 maggio 2015 | ISBN 978-4-04-067657-9 | 14 dicembre 2022 | ISBN 978-88-946-5594-0 (ed. regolare) ISBN 978-88-946559-7-1 (ed. limitata) |
| 1                        | Capitoli - Prologo. I meccanismi della società giapponese (日本社会の仕組み?, Nippon shakai no shikumi) - 1. Benvenuto nella vita scolastica dei tuoi sogni (ようこそ、夢のような学校生活へ?, Yōkoso, yume no yōna gakkō seikatsu e) - 2. Gli studenti e le studentesse della classe D (Ｄクラスの皆様方?, Dī Kurasu no minasamakata) - 3. Signori e signore, grazie per l'attesa (男性諸君、お待たせしました?, Dansei shokun, omatase shimashita) - 4. Amici (友達?, Tomodachi) - 5. La fine della vita di tutti i giorni (終わる日常?, Owaru nichijō) - 6. Benvenuti nella classe della supremazia del merito (ようこそ、実力至上主義の世界へ?, Yōkoso, jitsuryoku shijō shugi no sekai e) - 7. Falliti, unitevi! (集え赤点組?, Tsudoe akaten-gumi) - 8. Falliti, unitevi un'altra volta (再結集・赤点組?, Sai kesshū akaten-gumi) - 9. L'esame di metà trimestre (中間テスト?, Chūkan Tesuto) - 10. L'inizio (始まり?, Hajimari) - Epilogo. I festeggiamenti (祝勝会?, Shukushōkai)  |                        |                  |                                                                             |
| 2                        | 25 settembre 2015 | ISBN 978-4-04-067778-1 | 20 ottobre 2023  | ISBN 979-12-81493-09-4 (ed. regolare) ISBN 979-12-81493-08-7 (ed. limitata) |
| 2                        | Capitoli - Prologo. Il monologo di Airi Sakura (佐倉愛里の独白?, Sakura Airi no dokuhaku) - 1. Iniziano i problemi (波乱の幕開けは突然に?, Haran no makuake wa totsuzen ni) - 2. Punto debole (ウィークポイント?, Wīku Pointo) - 3. Testimone inaspettato (意外な目撃者?, Igaina mokugekisha) - 4. Rispettive previsioni (それぞれの思惑?, Sorezore no omowaku) - 5. Verità e bugie (真実と嘘?, Shinjitsu to uso) - Epilogo. L'unica soluzione (たったひとつの解決策?, Tatta hitotsu no kaiketsusaku) |                        |                  |                                                                             |
| 3                        | 25 gennaio 2016 | ISBN 978-4-04-068008-8 | 19 febbraio 2024 | ISBN 979-12-81493-11-7 (ed. regolare) ISBN 979-12-81493-12-4 (ed. limitata) |
| 3                        | Capitoli - Prologo. Il monologo di Sae Chabashira (茶柱佐技の独白?, Chabashira Sae no dokuhaku) - 1. Il confine tra inferno e paradiso (天国と地獄の境界線?, Tengoku to jigoku no kyōkaisen) - 2. Le mosse dei rivali (動き出すライバルたち?, Ugokidasu Raibaru-tachi) - 3. Il significato di libertà (自由の意味?, Jiyū no imi) - 4. Guerra in sordina (静かなる開戦?, Shizukanaru kaisen) - 5. Finto lavoro di squadra (偽りのチームワーク?, Itsuwari no Chīmuwāku) - Epilogo. Si alza il sipario (幕開け?, Makuake) |                        |                  |                                                                             |
| 4                        | 25 maggio 2016 | ISBN 978-4-04-068338-6 | 16 aprile 2024   | ISBN 979-12-81493-18-6 (ed. regolare) ISBN 979-12-81493-20-9 (ed. limitata) |
| 4                        | Capitoli - Prologo. Il monologo di Kei Karuizawa (軽井沢恵の独白?, Karuizawa Kei no dokuhaku) - 1. La vita di tutti i giorni è tranquilla, quando... (穏やかな日常は突然に……?, Odayakana nichijō wa totsuzen ni……) - 2. Mille e un pensiero (千差万別の想い?, Sensabanbetsu no omoi) - 3. Double Question (ダブルクエスチョン?, Daburu Kuesuchon) - Epilogo. Differenze (それそれの差?, Sore sore no sa) |                        |                  |                                                                             |
| 4.5                      | 23 settembre 2016 | ISBN 978-4-04-068629-5 | 16 aprile 2024   | ISBN 979-12-81493-19-3 (ed. regolare) ISBN 979-12-81493-20-9 (ed. limitata) |
| 4.5                      | Capitoli - Prologo. Verso la fine delle vacanze estive (それでも夏休みは終わりへと向かっていく?, Soredemo natsuyasumi wa owari e to mukatteiku) - 1. Sorprendentemente, Mio Ibuki ha buon senso (意外と伊吹澪は常識人である?, Igaito Ibuki Mio wa jōshikijin de aru) - 2. Sorprendentemente, Kohei Katsuragi è turbato (意外と葛城康平は悩んでいる?, Igaito Katsuragi Kōhei wa nayan de iru) - 3. Nella vita di tutti i giorni, i pericoli sono in agguato (さりとて日常に潜む危険性?, Saritote nichijō ni hisomu kikensei) - 4. Una giornata di difficoltà e disavventure femminili. Il sorriso angelico di un diavolo (女難、災難の1日。天使のような悪魔の笑顔?, Jonan, sainan no ichi nichi. Tenshi no yōna akuma no egao) - 5. Evento sociale con le altre classi (他クラスとの交流会?, Ta Kurasu to no kōryūkai) - Extra. Le vacanze estive di Kanji Ike, Haruki Yamauchi e Ken Sudou (池寛治と山内春樹と須藤健の夏休み?, Ike Kanji to Yamauchi Haruki to Sudō Ken no natsuyasumi) |                        |                  |                                                                             |
| 5                        | 25 gennaio 2017 | ISBN 978-4-04-069017-9 | 31 ottobre 2024  | ISBN 979-12-81493-25-4 (ed. regolare) ISBN 979-12-8149326-1 (ed. limitata)  |
| 5                        | Capitoli - Prologo. Il monologo di Ken Sudou (須藤健の独白?, Sudō Ken no dokuhaku) - 1. Che il festival dello sport abbia inizio (体育祭開幕?, Taīkusai kaimaku) - 2. La strategia della classe D (Dクラスの方針?, Dī Kurasu no hōshin) - 3. I rispettivi propositi (それそれの思惑?, Sore sore no omowaku) - 4. La ragione dietro la loro relazione (そこに至る関係には理由がある?, Soko ni itaru kankei ni wa riyū ga aru) - 5. Si alza il sipario (開幕?, Kaimaku) - 6. Per il bene di qualcuno (誰がために?, Dare ga tame ni) - 7. Ciò che a me, a noi, manca (私に、俺に足りないもの?, Watashi ni, ore ni tarinai mono) - Epilogo. Una nuova era (時代の移り目?, Jidai no utsurime) |                        |                  |                                                                             |
| 6                        | 25 maggio 2017 | ISBN 978-4-04-069231-9 | 25 luglio 2025   | ISBN 979-12-81493-42-1 (ed. regolare) ISBN 979-12-81493-43-8 (ed. limitata) |
| 6                        | Capitoli - Prologo. Il monologo di Kikyou Kushida (櫛田桔梗の独白?, Kushida Kikyō no dokuhaku) - 1. L'evoluzione della classe D (変わっていくDクラス?, Kawatteiku Dī Kurasu) - 2. Paper Shuffle (ペーパーシャッフル?, Pēpā Shaffuru) - 3. La classe C avanza (動き出すCクラス?, Ugokidasu Shī Kurasu) - 4. Presupposti per una via di fuga (活路の兆し?, Katsuro no kizashi) - 5. Formazione, Gruppo Ayanokouji (結成・綾小路グループ?, Kessei・Ayanokōji-Gurūpu) - Epilogo. Differenze nella determinazione (決断の違い?, Ketsudan no chigai) |                        |                  |                                                                             |
| 7                        | 25 ottobre 2017 | ISBN 978-4-04-069458-0 | —                | —                                                                           |
| 7.5                      | 25 gennaio 2018 | ISBN 978-4-04-069675-1 | —                | —                                                                           |
| 8                        | 25 maggio 2018 | ISBN 978-4-04-069861-8 | —                | —                                                                           |
| 9                        | 25 settembre 2018 | ISBN 978-4-04-065157-6 | —                | —                                                                           |
| 10                       | 25 gennaio 2019 | ISBN 978-4-04-065506-2 | —                | —                                                                           |
| 11                       | 25 maggio 2019 | ISBN 978-4-04-065739-4 | —                | —                                                                           |
| 11.5                     | 25 settembre 2019 | ISBN 978-4-04-064007-5 | —                | —                                                                           |
| Secondo anno (12 volumi) | |                        |                  |                                                                             |
| 1                        | 24 gennaio 2020 | ISBN 978-4-04-064329-8 | —                | —                                                                           |
| 2                        | 25 giugno 2020 | ISBN 978-4-04-064664-0 | —                | —                                                                           |
| 3                        | 24 ottobre 2020 | ISBN 978-4-04-065942-8 | —                | —                                                                           |
| 4                        | 25 febbraio 2021 | ISBN 978-4-04-680166-1 | —                | —                                                                           |
| 4.5                      | 25 giugno 2021 | ISBN 978-4-04-680516-4 | —                | —                                                                           |
| 5                        | 25 ottobre 2021 | ISBN 978-4-04-680846-2 | —                | —                                                                           |
| 6                        | 25 febbraio 2022 | ISBN 978-4-04-681185-1 | —                | —                                                                           |
| 7                        | 24 giugno 2022 | ISBN 978-4-04-681477-7 | —                | —                                                                           |
| 8                        | 25 ottobre 2022 | ISBN 978-4-04-681833-1 | —                | —                                                                           |
| 9                        | 25 febbraio 2023 | ISBN 978-4-04-682213-0 | —                | —                                                                           |
| 9.5                      | 23 giugno 2023 | ISBN 978-4-04-682566-7 | —                | —                                                                           |
| 10                       | 25 ottobre 2023 | ISBN 978-4-04-682985-6 | —                | —                                                                           |
| 11                       | 24 febbraio 2024 | ISBN 978-4-04-683349-5 | —                | —                                                                           |
| 12                       | 25 luglio 2024 | ISBN 978-4-04-683797-4 | —                | —                                                                           |
| 12.5                     | 25 novembre 2024 | ISBN 978-4-04-684244-2 | —                | —                                                                           |
| Terzo anno (2 volumi)    | |                        |                  |                                                                             |
| 1                        | 24 marzo 2025 | ISBN 978-4-04-684635-8 | —                | —                                                                           |
| 2                        | 25 luglio 2025 | ISBN 978-4-04-684976-2 | —                | —                                                                           |

### Manga
Un adattamento manga di Yuyu Ichino ha iniziato la serializzazione sulla rivista Monthly Comic Alive di Media Factory il 27 gennaio 2016. Il primo volume tankōbon è stato pubblicato il 23 settembre 2016 e al 22 febbraio 2022 ne sono stati messi in vendita in tutto dodici. Negli Stati Uniti i diritti di distribuzione in lingua inglese sono stati acquistati da Seven Seas Entertainment.
Un adattamento manga della seconda serie di light novel disegnato da Shia Sasane ha iniziato la serializzazione sempre su Monthly Comic Alive di Media Factory il 25 dicembre 2021. Il primo volume tankōbon è stato pubblicato il 22 giugno 2022 e al 22 gennaio 2025 ne sono stati messi in vendita in tutto quattro.
Un ulteriore manga, Yōkoso jitsuryoku shijō shugi no kyōshitsu e √ Horikita (ようこそ実力至上主義の教室へ √堀北? lett. "Benvenuti alla classe della dottrina di supreme abilità √ Horikita"), disegnato da Sakagaki, è stato serializzato su Monthly Comic Alive di Media Factory dal 27 giugno 2017 al 26 maggio 2018. I capitoli sono stati raccolti in due volumi tankōbon pubblicati dal 22 novembre 2017 al 23 giugno 2018. Negli Stati Uniti i diritti di distribuzione in lingua inglese sono stati acquistati da Seven Seas Entertainment. La serie presenta una versione alternativa della storia originale con protagonista Suzune Horikita.

#### Volumi
| Primo anno (12 volumi)                                             |                   |                        |
| 1                                                                  | 23 settembre 2016 | ISBN 978-4-04-068550-2 |
| 2                                                                  | 23 gennaio 2017   | ISBN 978-4-04-069039-1 |
| 3                                                                  | 23 marzo 2017     | ISBN 978-4-04-069120-6 |
| 4                                                                  | 22 luglio 2017    | ISBN 978-4-04-069303-3 |
| 5                                                                  | 22 novembre 2017  | ISBN 978-4-04-069532-7 |
| 6                                                                  | 23 aprile 2018    | ISBN 978-4-04-069747-5 |
| 7                                                                  | 21 novembre 2018  | ISBN 978-4-04-065321-1 |
| 8                                                                  | 22 giugno 2019    | ISBN 978-4-04-065704-2 |
| 9                                                                  | 23 gennaio 2020   | ISBN 978-4-04-064297-0 |
| 10                                                                 | 20 agosto 2020    | ISBN 978-4-04-064789-0 |
| 11                                                                 | 23 giugno 2021    | ISBN 978-4-04-680382-5 |
| 12                                                                 | 22 febbraio 2022  | ISBN 978-4-04-681125-7 |
| Secondo anno (4 volumi)                                            |                   |                        |
| 1                                                                  | 22 giugno 2022    | ISBN 978-4-04-681438-8 |
| 2                                                                  | 21 aprile 2023    | ISBN 978-4-04-682455-4 |
| 3                                                                  | 22 febbraio 2024  | ISBN 978-4-04-683297-9 |
| 4                                                                  | 22 gennaio 2025   | ISBN 978-4-04-684311-1 |
| Yōkoso jitsuryoku shijō shugi no kyōshitsu e √ Horikita (2 volumi) |                   |                        |
| 1                                                                  | 22 novembre 2017  | ISBN 978-4-04-069642-3 |
| 2                                                                  | 23 giugno 2018    | ISBN 978-4-04-069825-0 |

### Anime

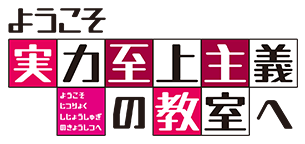
Logo originale della serie

Due video promozionali anime sono stati trasmessi in streaming nel 2015 da Kadokawa per celebrare l'inizio della serie di light novel. Un adattamento anime per la televisione, prodotto da Lerche e diretto da Seiji Kishi e Hiroyuki Hashimoto, è andato in onda dal 12 luglio al 27 settembre 2017. Le sigle di apertura e chiusura sono rispettivamente Caste Room (カーストルーム?, Kāsuto Rūmu) di ZAQ e Beautiful Soldier di Minami. In tutto il mondo, ad eccezione dell'Asia, gli episodi sono stati trasmessi in streaming in simulcast, anche coi sottotitoli in lingua italiana, su Crunchyroll.
Il 21 febbraio 2022 è stato annunciato che era in produzione un sequel. Il sequel si è poi rivelato essere due stagioni aggiuntive, che vede il ritorno di Lerche come studio d'animazione. La seconda stagione è diretta da Yoshihito Nishōji, con Kishi e Hashimoto che tornano come direttori principali, Hayato Kazano che sostituisce Akashiro come sceneggiatore e Morita che torna come character designer. Masaru Yokoyama e Kana Hashiguchi compongono la colonna sonora, in sostituzione di Takahashi. La seconda stagione è stata trasmessa dal 4 luglio al 26 settembre 2022. La sigla di apertura è Dance in the Game cantata da ZAQ mentre quella di chiusura è Hito shibai (人芝居?) di Mai Fuchigami. Crunchyroll ha trasmesso la serie in streaming in simulcast, anche coi sottotitoli in italiano.
La terza stagione, originariamente prevista per il 2023, è stata trasmessa dal 3 gennaio al 27 marzo 2024. La sigla d'apertura è Minor Piece di ZAQ mentre quella di chiusura è The Great Revolution of this World di Yui Ninomiya.
Una quarta stagione, che coprirà il primo semestre della serie di light novel del secondo anno, è stata annunciata durante l'evento livestream "MF Bunko J Natsu no Gakuensai 2024" tenutosi il 1º settembre 2024.

## Accoglienza

### Vendite e popolarità
La serie di light novel è stata la quinta più venduta in Giappone nel 2017, con 564 642 copie stimate vendute. Nella guida Kono light novel ga sugoi! del 2019, la serie si è classificata al sesto posto tra le migliori light novel mentre nel 2020 è arrivata al quarto posto. Nel 2018 è stata l'ottava serie più venduta, con 393 949 copie stimate mentre nel 2019 è arrivata nona, con 420 573 copie. Al 2019, la light novel e il manga insieme avevano raggiunto le 2,5 milioni di copie stampate. Nella prima metà del 2020, la prima serie è stata la decima più venduta con 150 689 copie, mentre la seconda è arrivata settima con 108 521 unità. Nella prima metà del 2021, la seconda serie è arrivata diciannovesima con 109 267 copie. Nella guida Kono light novel ga sugoi! 2023, la seconda serie si è classificata al primo posto, e nel 2022 è stata la seconda serie più venduta in Giappone con 492 711 copie stimate mentre la prima serie è arrivata al quarto posto con 338 932 unità.
Il protagonista Kiyotaka Ayanokoji si è classificato al decimo posto come personaggio maschile più popolare di una serie di light novel nella guida Kono light novel ga sugoi! del 2018 ed è arrivato al quarto posto nell'edizione del 2019. Successivamente è arrivato al primo posto negli anni 2020, 2021, 2022 e 2023. Kei Karuizawa si è classificata all'ottavo posto come personaggio femminile più popolare del 2019. In seguito è arrivata al primo posto negli anni 2020 e 2021, al quarto nel 2022 e al secondo nel 2023. Honami Ichinose è comparsa nelle medesime classifiche al settimo posto nel 2020, al sesto nel 2021 e al decimo nel 2022.

### Critica
Un redattore di AnimeClick.it ha recensito il primo volume della light novel, sostenendo che l'inizio della storia non era molto differente da una qualsiasi commedia scolastica ma presentava un'aura di mistero che avrebbe incuriosito il lettore nello scoprire la vera natura della scuola in cui prendono luogo le vicende. La narrazione, elegante e intrigante, avrebbe spinto i lettori a voler cercare di comporre un puzzle andando a cercare i tasselli che mancavano. L'altro punto di forza della light novel era rappresentato dal profondo cast di personaggi, dove è stato fatto un ottimo lavoro nel delineare i tratti fondamentali di ciascuno di loro dove anche i secondari riuscivano ad avere uno spazio importante nella storia. Seppure agli albori della trama vera e propria, era possibile intravedere la crescita dei vari protagonisti, così come i lati della personalità nascosti di alcuni di loro. Il protagonista Ayanokoji, narratore della serie, è stato definito come un personaggio che cela un lato pragmatico e difficile da inquadrare, che si nasconde dietro le apparenze tipiche di uno studente senza pregi degni di nota. Proprio come i misteri riguardanti l'istituto, anche la vera natura del protagonista si presenta assai dubbia, rivelandosi perciò un narratore inaffidabile. In conclusione, il redattore ha trovato la storia molto avvincente e appassionante, con pochi punti morti e numerosi piccoli colpi di scena più o meno inaspettati, il tutto accompagnato dalle illustrazioni di Shunsaku Tomose definite come fantastiche.
Nick Creamer di Anime News Network recensendo la prima stagione dell'anime ha affermato che Classroom of the Elite si sente vittima della propria ambizione. Dopo aver iniziato con una varietà di argomenti ricchi e coinvolgenti, la serie finisce per ridursi ad essere melodrammatica, con tradimenti incrociati tra personaggi che non si rivelano mai convincenti come delle persone reali. Mentre in altre serie di questo genere possiedono l'ambizione e l'intuizione umana per inquadrare i conflitti dei loro personaggi come un riflesso delle sfide umana o sociali, Classroom of the Elite è in definitiva un calderone molto più diretto e un po' goffamente tracciato. Nel complesso, l'anime non riesce a mantenere la sua premessa, ma offre comunque un dramma strategico, divertente e martellante. Allen Moody di THEM Anime Reviews ha sostenuto di essere rimasto sconvolto dall'artificio della serie per via della sua studiata assenza di gioia, la sua pseudo-profondità e il fatto che i protagonisti siano così poco accattivanti, nonostante la presenza di diversi personaggi secondari piacevoli. Secondo il recensore la serie si rivelava abbastanza interessante alla prima visione, in particolar modo per le strategie più elaborate di Ayanokoji, ma non era presentava nessuna scena che gli sarebbe piaciuto rivedere.
In Giappone, i cofanetti dell'edizione home video in DVD e Blu-ray sono stati soggetti a scarse vendite. Molti fan della light novel originale hanno criticato la prima stagione animata per via dei cambiamenti apportati ad eventi e personaggi, dove alcuni di questi sono stati sostituiti oppure non inseriti all'interno del cast, il che ha provocato inevitabilmente a delle diversificazioni della trama e delle riformulazioni della stessa per renderla più apprezzabile come storia a sé stante. Horikita Suzune, che nella light novel è semplicemente il personaggio femminile che riceve maggiore attenzione all'inizio della storia, è stata resa la protagonista femminile nella controparte animata ed è andata a sostituire un ruolo importante affidato a Ichinose Honami e a un altro personaggio in due differenti episodi. In maniera analoga, Arisu Sakayanagi e Kakeru Ryuen sono stati fatti apparire prima del previsto e senza un contesto preciso. Altro cambiamento importante che è stato criticato riguarda il protagonista Kiyotaka Ayanokoji. Quest'ultimo nei romanzi è un personaggio più profondo nonché un narratore inaffidabile che riesce a mettere in atto i propri stratagemmi tenendo un atteggiamento indifferente e mostrando un poco il suo lato contorto, nell'anime invece viene ritratto come isolato, disinteressato e distaccato dal prossimo; i suoi occhi vacui, quasi senz'anima, sono un aspetto importante del suo aspetto fisico in ogni scena in cui è presente. Secondo Kim Morrissy di Anime News Network, il divertimento di Classroom of the Elite risiede nell'ambiguità attorno al personaggio di Ayanokoji, poiché il lettore si trova a mettere in discussione la quantità limitata di informazioni che fornisce su se stesso e la prospettiva generale. Il redattore ha inoltre affermato che "ancora una volta, i cambiamenti di adattamento non spezzano il divertimento, ma diluiscono parte del fascino della narrazione". Lo stesso Morrissy ha in seguito classificato la seconda stagione come uno dei peggiori anime dell'estate 2022 a causa dei problemi di ritmo e della produzione visiva costantemente mediocre, sostenendo che la serie avrebbe meritato un trattamento migliore.